# Gemenne
Pour l’article homonyme, voir François Gemenne.
Gemenne est un hameau belge de l'ancienne commune de Natoye, situé dans la commune de Hamois.
Il est composé de quelques maisons anciennes, et a su garder son caractère rural à l'ombre du château de Mouffrin.